# Daisuke Ito
Daisuke Ito (伊藤 大介 Ito Daisuke?), född 18 april 1987 i Chiba prefektur, är en japansk fotbollsspelare.
Ito började sin karriär 2010 i JEF United Chiba. Efter JEF United Chiba spelade han för Oita Trinita, Fagiano Okayama och SC Sagamihara.